# Epiménides

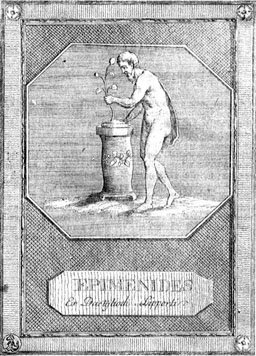
Epiménides de Cnosos (Creta)

Epiménides (en griego, Ἐπιμενίδης)  de Cnosos o de Festo (Creta) fue un filósofo, profeta y poeta griego que vivió en el siglo VI a. C.
Epiménides es conocido por la paradoja que lleva su propio nombre y que hace referencia al mentiroso. Algunos autores clásicos lo incluyen en la lista de los Siete Sabios de Grecia, o en una lista ampliada, como es el caso de Diógenes Laercio.

## Biografía
Su maestría en sacrificios, así como sus cambios en las prácticas fúnebres, fueron de gran ayuda a Solón en su reforma del estado ateniense.
Alrededor del año 632 a. C. el aristócrata Cilón, yerno del tirano de Mégara, intenta tomar el poder en Atenas. Sin embargo, el golpe fracasa y es rechazado por la familia de los Alcmeónidas. Los seguidores de Cilón se acogen al asilo en el templo de Erecteo en la Acrópolis, pero no obstante son asesinados por los Alcmeónidas, lo que constituía un sacrilegio. Unos 40 años más tarde, se reclama la presencia de Epiménides para purificar Atenas de la contaminación por peste traída por los Alcmeónidas con su acto sacrílego. Según Plutarco, Epiménides no aceptó un pago por su labor, aparte de una rama de olivo sagrado.
Plutarco menciona en "El banquete de los siete sabios" que su dieta era muy frugal, alimentándose con una mezcla de elementos vegetales que incluían la malva y el asfodelo, que guardaba en una pezuña de buey.
Diógenes Laercio menciona varias cartas entre Epiménides y Solón en su libro Vidas, opiniones y sentencias de los filósofos más ilustres que apoyan la veracidad de la presunta relación entre estos dos personajes.
Se cree que Epiménides también fue profeta en Esparta, donde hizo gran énfasis en sus predicciones en materia militar.
Según la Suda, cuando murió Epiménides, encontraron que su piel estaba tatuada con unas figuras extrañas parecidas a escrituras. Esto creó discordia sobre su estatus de profeta, porque los griegos reservaban los tatuajes únicamente para los esclavos. Hoy en día, algunos eruditos modernos han visto esto como evidencia de que Epiménides era heredero de las religiones chamánicas de Asia central, debido a que el ritual del tatuaje se asocia a menudo a la iniciación del chamán de estas religiones.
Varios autores de la Antigüedad decían de él que durmió en una cueva cretense durante muchos años, entre 40 y 57, según los autores; y que llegó a vivir más de 150 años.
El cuerpo de Epiménides, al parecer asesinado por los espartanos, fue preservado en Esparta, obedeciendo un oráculo. Su tumba estaba situada delante del templo de Atenea de Esparta.

## Obras
Muchos poemas y algunas obras en prosa, ahora perdidos, fueron atribuidos a Epiménides por la Suda o por Diógenes Laercio, entre ellas una teogonía de 5 000 versos, un poema épico sobre la expedición argonáutica de 6 500 versos, obras en prosa sobre purificaciones y sacrificios, una cosmogonía, oráculos, una obra sobre las leyes de Creta y un tratado sobre Minos y Radamantis.

### Cretica
La Cretica (Κρητικά) de Epiménides se cita dos veces en el Nuevo Testamento. Su única fuente es un comentario en idioma siríaco del siglo IX de Isho'dad de Merv sobre los Hechos de los Apóstoles, descubierto, editado y traducido (al griego) por el Prof. J. Rendel Harris en una serie de artículos.
La "mentira" de los cretenses es que Zeus era mortal; Epiménides consideraba inmortal a Zeus. "Cretenses, siempre mentirosos", con la misma intención teológica que Epiménides, aparece también en el Himno a Zeus de Calímaco. En la cuarta línea se cita (con referencia a uno de "vuestros propios poetas") en los Hechos de los Apóstoles, capítulo 17, versículo 28.
En la segunda línea se cita, con una atribución velada ("un profeta propio"), en la Epístola a Tito de San Pablo, capítulo 1, versículo 12, para advertir a Tito sobre los cretenses. Clemente de Alejandría identifica al "profeta" en Tito 1:12 como "Epiménides" (Stromata, i. 14). En este pasaje, Clemente menciona que "algunos dicen" que Epiménides debería contarse entre los siete filósofos más sabios.
Juan Crisóstomo (Homilía 3 sobre Tito) ofrece un fragmento alternativo:
Incluso una tumba, Rey, de ti
Ellos hicieron, quienes nunca murieron, pero siempre existirán.

## La paradoja de Epiménides
No está claro cuándo se asoció Epiménides con la paradoja de Epiménides, una variación de la paradoja del mentiroso. El propio Epiménides no parece haber pretendido ninguna ironía o paradoja con su afirmación "Cretenses, siempre mentirosos". En la epístola a Tito hay una advertencia que dice: "Uno de ellos, incluso un profeta suyo, dijo: Los cretenses son siempre mentirosos, bestias malas, vientres lentos". En la Edad Media, muchas formas de la paradoja del mentiroso se estudiaron bajo el título de insolubilia, pero no estaban asociadas con Epiménides.

## Eponimia
- El cráter lunar Epiménides lleva este nombre en su memoria.